# مسجد ميدان
مسجد ميدان هو مسجد وميدان تاريخي يعود إلى عصر الدولة السلجوقية والسلالة الصفوية، ويقع في كاشان.